# Gaeko
Kim Yoon-sung (né le 14 janvier 1981), plus connu par son nom de scène Gaeko (hangeul: 개코) est un rappeur sud-coréen. Avec Choiza, il fait partie du duo de hip-hop Dynamic Duo, qui s'est fait connaître grâce à leur premier album Taxi Driver sorti en 2004. En 2015, il sort son premier album solo intitulé Redingray.

## Vie privée
Le 14 mai 2011, au milieu de son service militaire, il épouse Kim Soomi avant d'y retourner et de le terminer. Leur fils, Rhythm, est né cinq mois plus tard, le 28 septembre 2011,.

## Discographie

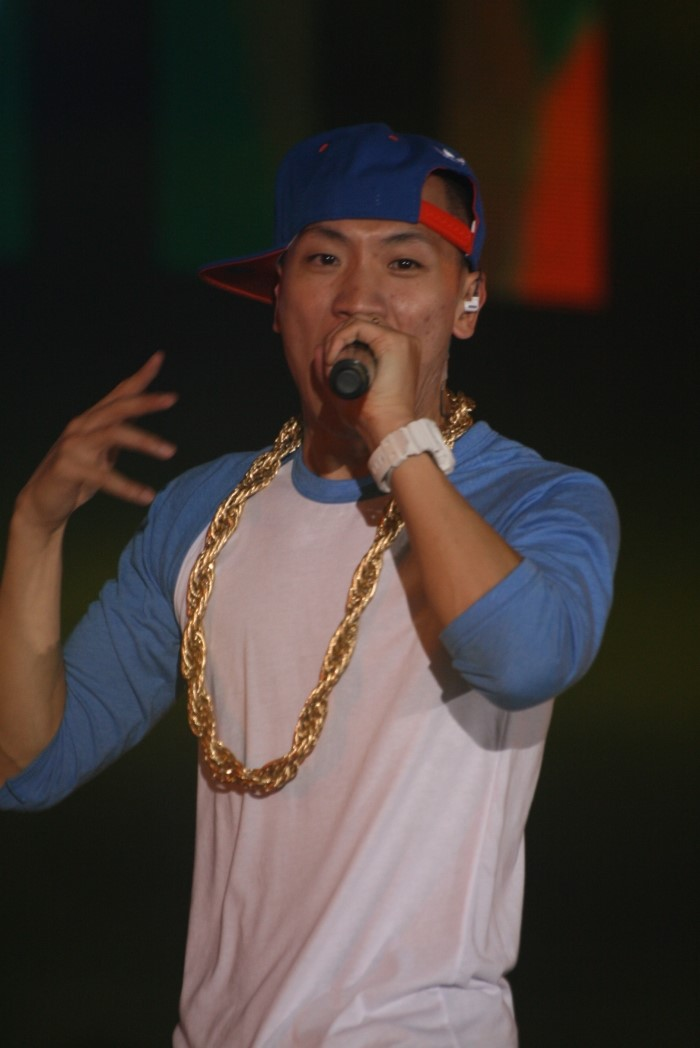
Gaeko en mars 2014.

### Dynamic Duo
Pour voir le travail effectué par Gaeko avec Dynamic Duo, voir Dynamic Duo § Discographie.

### Carrière solo

#### Albums studios
- Redingray (2014)
- Gajah (2017)
- Aprilish X Ha:tfelt (2017)

#### Bandes- son
| Année | Titre                 | Meilleure position | Meilleure position | Ventes | Album                                  |
| Année | Titre                 | COR Gaon           | CHN Baidu          | Ventes | Album                                  |
| ----- | --------------------- | ------------------ | ------------------ | ------ | -------------------------------------- |
| 2016  | Send Me Your Pictures | —                  | —                  | —      | Entertainer OST - Sortie : 11 mai 2016 |

## Filmographie

### Émissions télévisées
| Année | Titre              | Chaîne | Notes                             |
| ----- | ------------------ | ------ | --------------------------------- |
| 2012  | Running Man        | SBS    | Épisode 83                        |
| 2015  | Hello Counselor    | KBS2   | Invité (avec Choiza), épisode 250 |
| 2016  | Infinite Challenge | MBC    | Épisodes 506, 507 et 513          |

## Récompenses et nominations

### Programmes musicaux

#### M! Countdown
| Année | Date       | Chanson    |
| ----- | ---------- | ---------- |
| 2014  | 23 octobre | No Make Up |